# Malooleksandrivka, Troițke
Malooleksandrivka (în ucraineană Малоолександрівка) este un sat în comuna Tîmonove din raionul Troițke, regiunea Luhansk, Ucraina.

## Demografie
Componența lingvistică a localității Malooleksandrivka
     Ucraineană (54,71%)
     Rusă (44,6%)
     Alte limbi (0,46%)
Conform recensământului din 2001, majoritatea populației localității Malooleksandrivka era vorbitoare de ucraineană (54,71%), existând în minoritate și vorbitori de rusă (44,6%).